# Curt Weidhaas

Curt Weidhaas mit Hund

Curt Weidhaas (geb. 1865 in Greiz; gest. 1925) war ein deutscher Mediziner und Kur- und Badearzt in Oberhof und zudem Kartograph Oberhofs und dessen Umgebung. Weidhaas gilt als Begründer des organisierten Wintersports in Thüringen.

## Leben und Wirken
Weidhaas war maßgeblich dafür verantwortlich, dass das thüringische Oberhof zu einem Kur- und Wintersportort wurde. Dazu flossen seine Erfahrungen ein, die er in Norwegen und im böhmischen Riesengebirge machte. Außerdem war die Lektüre von Fridtjof Nansens Auf Schneeschuhen durch Grönland für ihn hierbei von Bedeutung. Grundlegend war auch die Erkenntnis, dass in dieser Region sich rein auf den Sommerurlaub ausgerichteter Tourismus bzw. Sportbetrieb wirtschaftlich nicht rechnen würde. Er schuf letztlich – wie es genannt wurde – das deutsche St. Moritz. Er hatte dazu auch Unterstützer gesucht. Er fand einen in dem Apoldaer Bauunternehmer und Architekten Max Ehrhardt. Er war wie dieser Mitglied im Herzoglichen Golfclub ebenso wie Otto Binswanger, bei dem er in Jena studierte.
Weidhaas promovierte 1893 in Jena. Binswanger war es auch, der die Schaffung eines deutschen St. Moritz forderte. Weidhaas war ab 1893 Kur- und Badearzt in Oberhof. Zu seinen damit verbundenen Leistungen gehört auch das Verfassen eines Reiseführers für Oberhof und seine Umgebung. Er begründete dort das Kurhaus Marienbad (heute Berghotel) und erwies sich als unermüdlicher Propagandist und Manager für einen Kurort Oberhof. Er war zudem Mitglied des Oberhofer Gemeindevorstandes, Vorsitzender des Fremdenkomitees, Initiator und 1. Vorsitzender des am 2. Februar 1904 gegründeten Oberhofer Winter-Sportvereins und Mitbegründer und 1. Vorsitzender des 1905 ins Leben gerufenen Thüringer Wintersportverbandes von 1905 bis 1910.
Weidhaas ist Ehrenbürger Oberhofs. Nach ihm ist in Oberhof die Dr.-Curt-Weidhaas-Straße benannt.